# Port Tobacco Village
Port Tobacco Village – miasto w Stanach Zjednoczonych, w stanie Maryland, w hrabstwie Charles.